# Burton C. Bell
Burton Christopher Bell (né le 19 février 1969) est un chanteur et un musicien américain. Il est connu principalement pour avoir été le chanteur et un des membres fondateurs du groupe de metal industriel américain Fear Factory.
De 2009 jusqu'à sa séparation du groupe en septembre 2020, il en était le dernier membre permanent.

## Biographie

### Fear Factory
Avant de créer Fear Facory, Burton C. Bell étant membre du groupe Hate Face.
En 1989, après la fin de Hate Face, son colocataire Dino Cazares lui propose de rencontrer un batteur, Raymond Herrera, pour éventuellement travailler ensemble.
Le 31 octobre 1990, Bell, Cazares, Herrera et Romero répètent ensemble pour la première fois dans un Studio de South Central à Los Angeles.
Sa technique de chant est plutôt innovante dans le style du metal ; en effet, il s'agit d'un des premiers vocalistes à alterner un chant quasiment guttural à des voix claires dans une même chanson. Il est également le principal compositeur des paroles et de la musique jouée par le groupe.
Le groupe enregistre quatre albums studio avant que Fear Factory soit temporairement séparé en 2002.
Le groupe se reforme en 2004 avec une formation modifiée (Christian Olde Wolbers à la basse depuis Demanufacture passe à la guitare et Byron Stroud le remplace à la basse).
Cette formation va enregistrer deux albums.
Après une période d'inactivité, Cazares et Bell se réconcilient et décident de poursuivre ensemble le groupe en 2009.
Jusqu'à sa séparation du groupe en septembre 2020, Bell était l'unique membre de Fear Factory à être présent dans l'ensemble des formations et sur l'ensemble des albums.

### Ascension of the Watchers
Après la pause de Fear Factory en 2002, Bell décide de former Ascension of the Watchers avec John Bechdel. Le groupe sort un EP uniquement disponible en ligne en 2005 nommé Iconoclast. En février 2008, le groupe lance leur premier album Numinosum.

### Participations diverses
Bell a participé en tant que chanteur au premier album, Plastic Planet, de G//Z/R, un groupe fondé par le bassiste de Black Sabbath Geezer Butler. Son implication dans Fear Factory l'empêche de poursuivre avec le groupe pour l'album Black Science.
Il enregistre un titre pour le groupe de métal anglais This Is Menace, ledit titre ne figurera finalement pas sur l'album No End In Sight.
Il participe au chant lors de concerts de Ministry en 2008.
Il se joint à Byron Stroud pour former City of Fire qui a sorti un album en août 2009.

### Vie privée
Burton C. Bell a un frère jumeau nommé Benjamin. 
Il a été l'un des jeunes figurant dans le clip Smells Like Teen Spirit de Nirvana.
Bell a eu une relation amoureuse avec la chanteuse Tairrie B.

## Discographie

### Fear Factory
- 1992 : Fear is the Mindkiller
- 1995 : Demanufacture
- 1998 : Obsolete
- 2001 : Digimortal
- 2004 : Archetype
- 2005 : Trangression
- 2010 : Mechanize
- 2012 : The Industrialist
- 2015 : Genexus
- 2021 : Aggression Continuum

### G//Z/R
- 1995 : Plastic Planet

### Ascension of the Watchers
- 2002 : Iconoclast (demo)
- 2005 : Iconoclast
- 2008 : Numinosum
- 2020 : Apocrypha

### City of Fire
- 2009 : City of Fire
- 2013 : Trial Through Fire